# Sant'Eusanio del Sangro
Sant'Eusanio del Sangro (Sànde Sàgne in abruzzese) è un comune italiano di 2 234 abitanti della provincia di Chieti in Abruzzo.

## Geografia fisica

### Territorio
Sant'Eusanio del Sangro si estende su una superficie di 23,83 km², ed è compreso tra i comuni di Castel Frentano, Casoli, Guardiagrele e Lanciano, mentre a sud il confine è rappresentato dal corso del fiume Sangro, da cui la denominazione, che lo separa dai territori di Altino ed Atessa. Ha un'altitudine media di 200 metri s.l.m..
Il territorio è prevalentemente collinare, con una modesta parte pianeggiante nei pressi del fiume Sangro. In località Brecciaio si può riscontrare la presenza di calanchi.

### Clima
Il territorio è localizzato nell'entroterra della provincia di Chieti, equidistante dal mare Adriatico e dalle falde della Maiella. Queste condizioni, unitamente alla presenza del fiume Sangro, rendono il clima particolarmente mite durante l'anno, anche se in pieno inverno le temperature possono scendere fino a pochi gradi sopra lo zero, soprattutto di notte. Secondo la Classificazione climatica Sant'Eusanio del Sangro appartiene alla Zona climatica D, con un valore di Gradi giorno pari a 1507.

## Storia

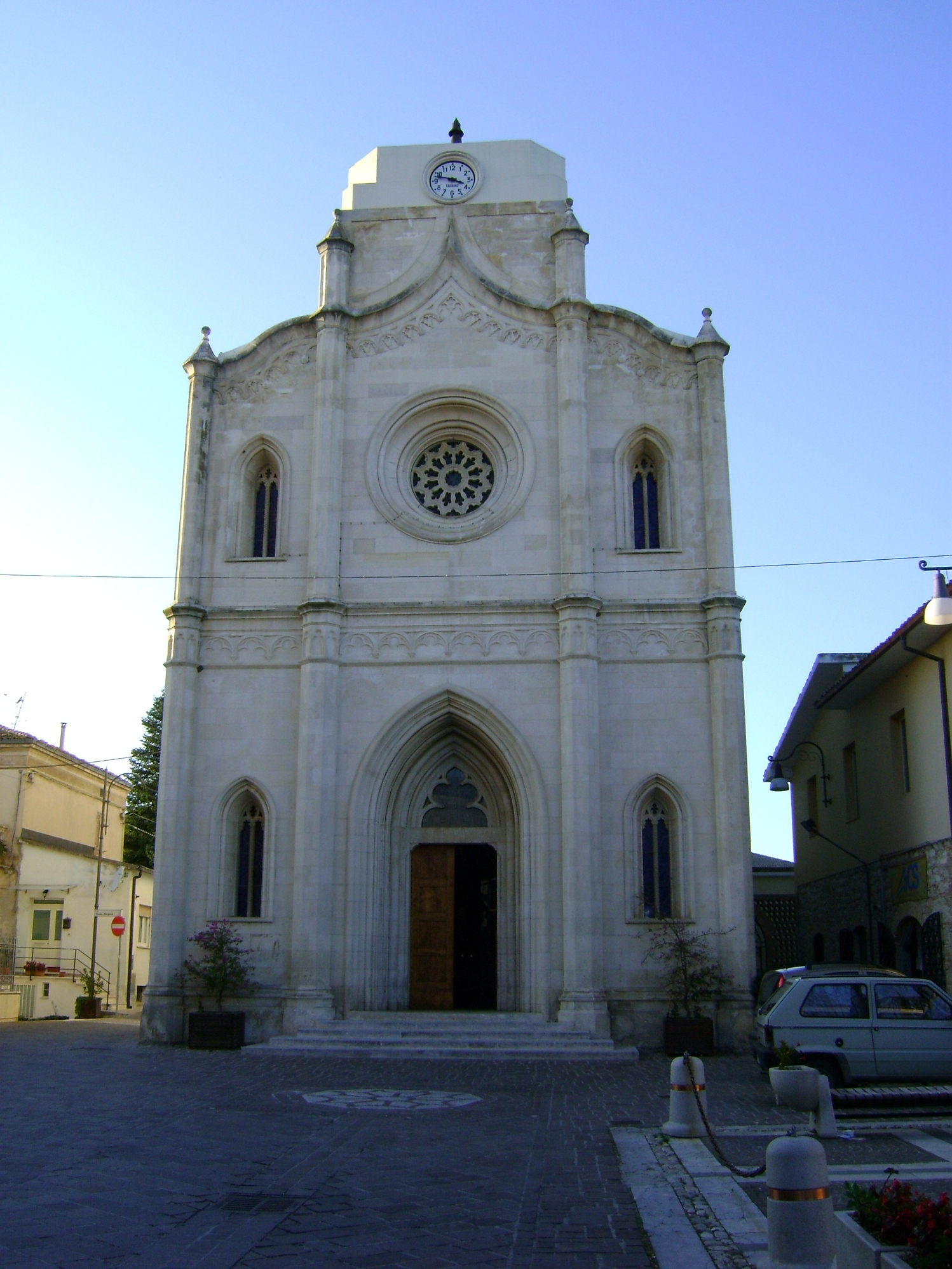
La Chiesa di Santa Maria Assunta

Le origini del paese risultano incerte, ma la conformazione stessa dell'agglomerato urbano, raccolto nelle vicinanze di una chiesa di costruzione relativamente recente, esclude la presenza di tradizioni storiche rilevanti, tuttavia i Cronisti Lancianesi riferiscono che già nell'anno 165 d.C., nella località ove sorge ora Sant'Eusanio del Sangro, vi era un "conciliabolo" di nome Euxanum che aveva un posto assegnato nel campo delle fiere di Lanciano.
Il nome più antico del paese, storicamente accertato, è certamente Monteclo. 
Tale denominazione viene riportata nella Relazione dello scoprimento del corpo e degli atti antichi del glorioso sacerdote e martire S. Eusanio, una dettagliata relazione composta nel 1748 dall'allora vescovo dell'Aquila Giuseppe Coppola, che racconta il ritrovamento del corpo del Santo Eusanio, e di un antico codice posto vicino alle reliquie, che Giuseppe Coppola ritiene anteriore al 1198. In tale codice si narra la vita e la passione del santo, e vi si trova un riferimento al luogo chiamato Monteclo, identificato con l'attuale Sant'Eusanio del Sangro. Secondo questo antico testo il Santo Eusanio, Vescovo di Siponto (l'attuale Manfredonia), di passaggio a Sant'Eusanio del Sangro donò la vista alla cieca Teoconia. L'episodio della guarigione di Teoconia è narrato anche in un brano della Historia della città di Chieti metropoli della provincie d'Abbruzzo del 1657, redatta dallo storico e giurista Girolamo Nicolino, dove si descrive il miracolo compiuto dal Santo Eusanio per guarire Teoconia, cieca da dodici anni. In questo testo il luogo viene chiamato Montecchio. In seguito a questa vicenda fu eretta una chiesa in memoria dell'evento, e a poco a poco il nome del santuario di Sant'Eusanio si estese al piccolo nucleo abitato circostante.
L'attuale nome del paese compare per la prima volta in un diploma del 1176, riferito dall'Ughelio, dove si parla dei diritti dei vescovi teatini e si nomina non solo Monteclo, ma anche Sante'Eusanio cum Castello suo; invece nel Catalogus Baronum del 1204 la località figura con il nome Sanctum Eusanium come feudo di due militi posseduto dall'Abbazia di San Giovanni in Venere. È questo sicuramente il primo periodo storico ben documentato; durante la fase della colonizzazione monastica benedettina l'attuale territorio era suddiviso in tre feudi: Santa Colomba, Villa Sant'Eusanio e Lentesco o Buontalento, unificati tra il 1607 e il 1654, cioè dopo il 1606, anno in cui passarono in commenda alla Congregazione dell'Oratorio di San Filippo Neri di Roma. I padri filippini ne tennero il possesso fino al 1793, data del sequestro della loro temporalità; nel 1798 la Congregazione ottenne a titolo di enfiteusi il recupero dei beni dell'Abbazia dietro compenso di un canone di 2.200 ducati e li conservò fino al 1873, quando essi furono dichiarati di pubblico demanio. A questo punto le sorti di questo Comune si fusero con quelle più generali del nuovo Regno d'Italia.
Infatti il paese di Sant'Eusanio del Sangro conobbe nel corso degli anni la dominazione francese, quella borbonica, il fenomeno del brigantaggio.
Durante la seconda guerra mondiale fu occupato dai tedeschi, e il suo territorio fu attraversato dalla linea Gustav.
Molto laborioso fu il processo di popolamento di questo paese, all'inizio del Seicento collocato nel Libretto della situazione dei fiscali sotto la rubrica dei fondi rustici et disabitati; il popolamento avvenne per immigrazione, in virtù della fertilità delle terre e della salubrità del clima. Nel 1805, infatti, gli abitanti erano già 1.250.

### Simboli
Lo stemma e il gonfalone sono stati concessi al Comune di Sant'Eusanio del Sangro con decreto del Presidente della Repubblica del 12 settembre 2005 su proposta del Presidente del Consiglio.
Descrizione araldica dello stemma:
(D.P.R. 12 settembre 2005)
Blasonatura del Gonfalone:
(D.P.R. 12 settembre 2005)

## Monumenti e luoghi d'interesse

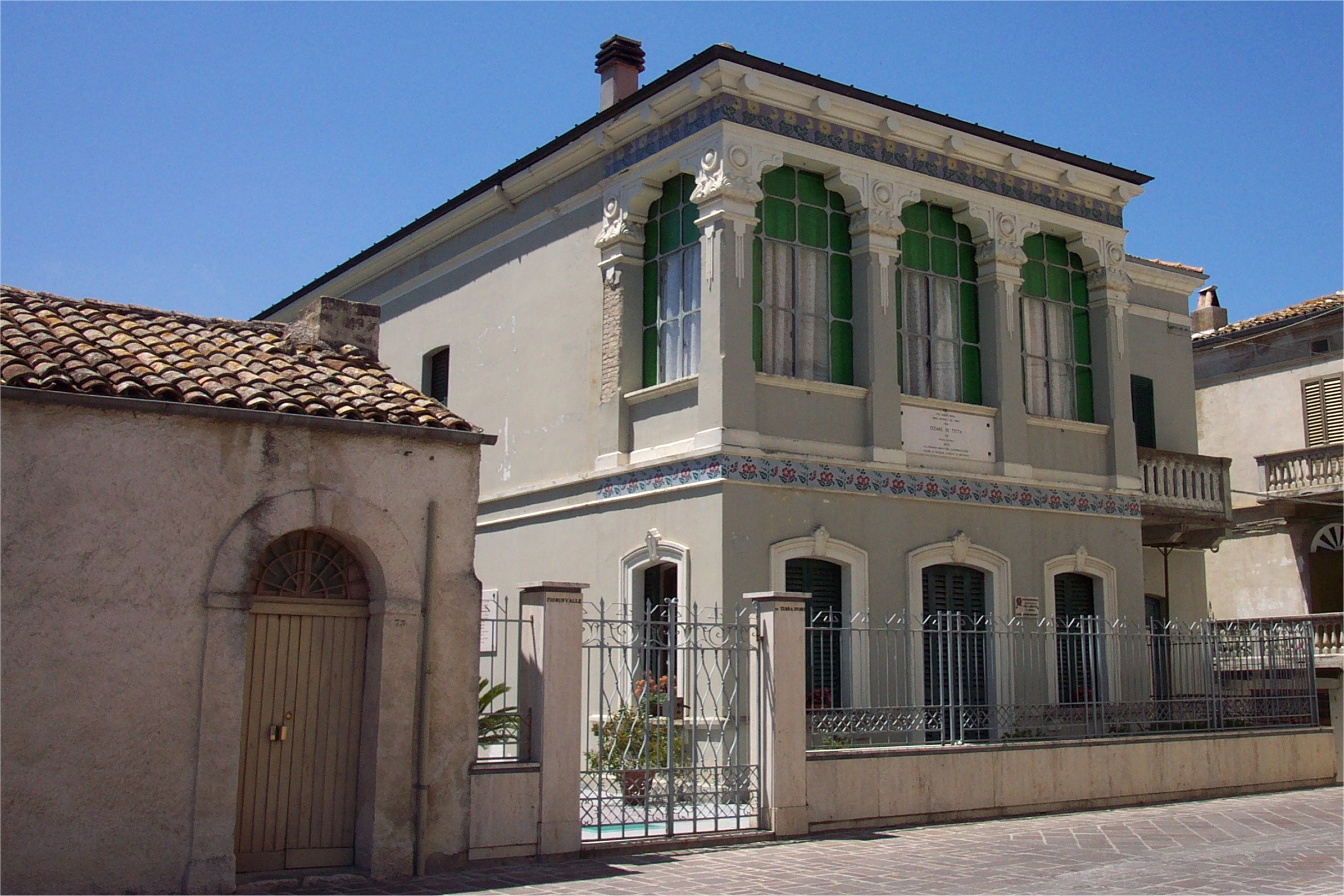
Casa "Fiorinvalle di Terra d'Oro", con a fianco la piccola casa di Cesare De Titta

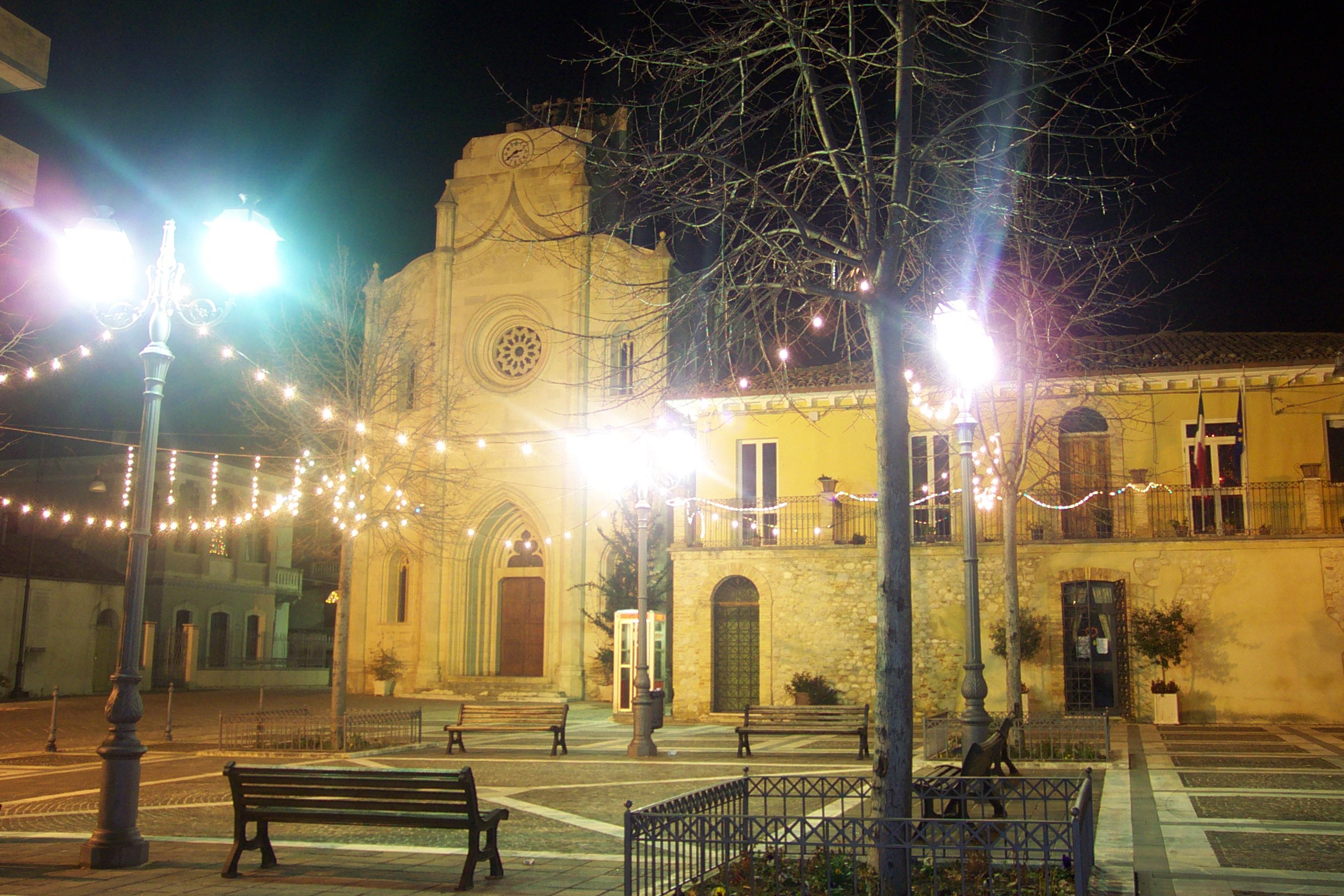
Piazza Cesare De Titta in notturna

### Architetture religiose

#### Chiesa di Santa Maria Assunta
È stata costruita nel XX secolo in stile neogotico.
La chiesa ha pianta rettangolare, con abside semicircolare, e facciata monumentale con portale ad arco a sesto acuto. La facciata è inoltre decorata da due ordini di finestre monofore che attorniato il rosone centrale a raggi. L'interno a navata unica ha decorazioni presso l'altare.

#### Chiesa di Santa Croce
Risale agli anni 1950. Di questa cappella resta la facciata con impianto a capanna, decorata da timpano triangolare con orologio, paraste intonacate e portale architravato.

### Architetture civili

#### Palazzo Rosati
È sita al termine di corso Margherita ove è un panorama sul lato orientale ove era il paese originario. Consta di due livelli sulla facciata principale. Tre al livello posteriore. È stato realizzato con ciottoli di fiume e arenaria lavorata in stile neorinascimentale. Attualmente è parzialmente in stato di degrado

#### Palazzo Finamore

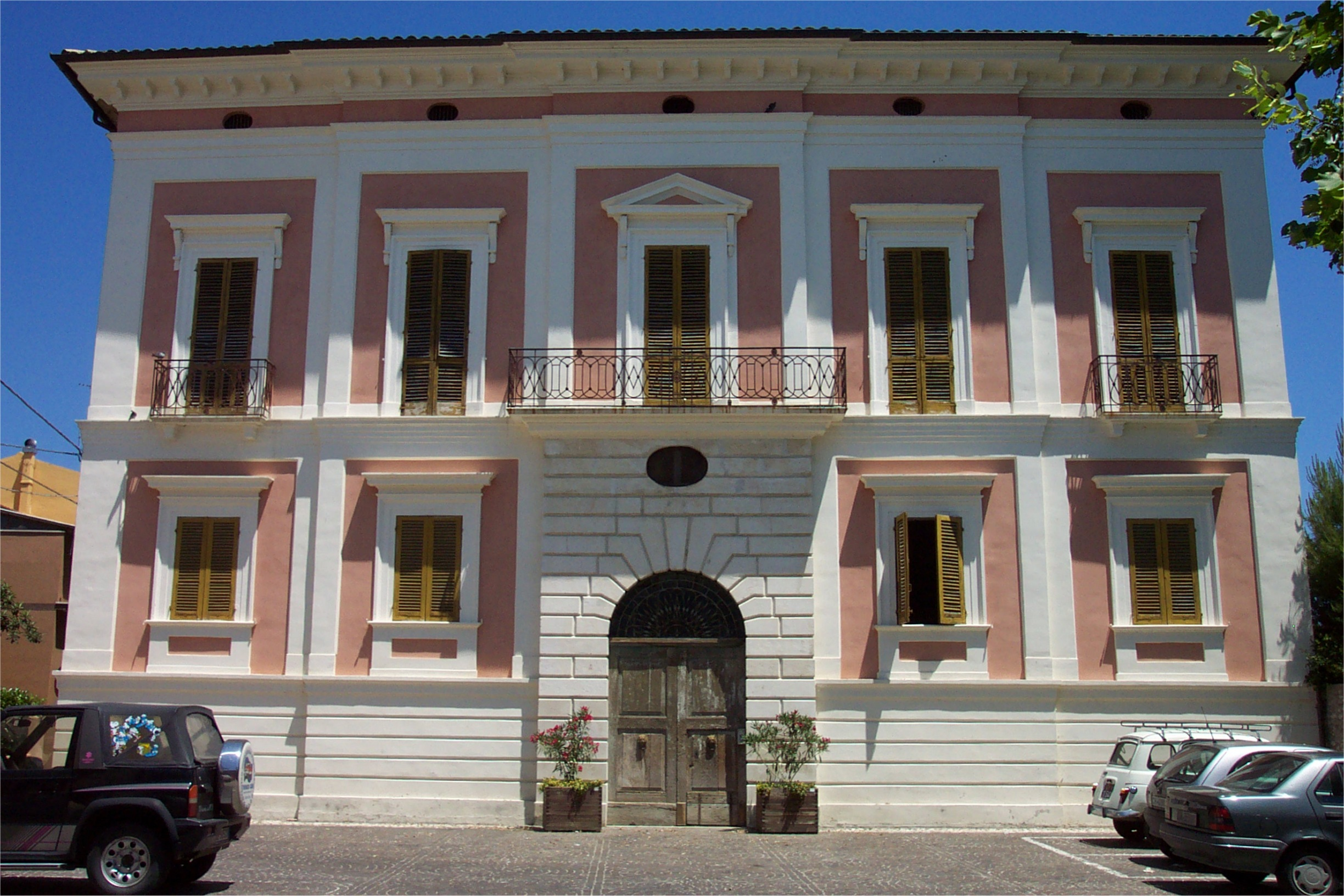
Palazzo Finamore

È stato realizzato nel XIX secolo e restaurato nel 1997. La facciata principale è suddivisa su due piani ed è suddivisa in cinque campate sfalsate l'una dall'altra. Il seminterrato presenta una facciata a bugnato. Nel retro vi sono un giardino all'italiana ed un orto.
Palazzo Auriti
È sito in corso Margherita. È in stile neoclassico. Il portale è semplice. Le aperture al II piano sono sovrastate da timpano alternativamente triangolare e curvilineo. È realizzato con ciottoli lavorati ed arenaria.

#### Palazzo De Titta
È sito in piazza De Titta, dal corso. È destinato a "Casa Museo Cesare De Titta". È in stile liberty. Fu costruito su volontà del sacerdote ed umanista Cesare De Titta. È composto di tre piani di cui uno seminterrato. Al pianterreno vi è un portale tra due finestre. Sopra la cornice marcapiano vi è un loggiato con tre archi a tutto sesto. La trabeazione è composta da un architrave e da un fregio a motivi floreali e una cornice a motivi circolari. Una targa commemorativa posta sotto la finestra del II piano ricorda i natali di Cesare De Titta.

#### Fontana a muro
Risalente alla fine dell'800, si trova alla fine del corso Margherita, verso la periferia. È in mattoni, con due cannelle.

### Aree naturali
Riserva naturale di Serranella
Si trova alle porte di contrada Castellata-Tori, lungo il percorso da contrada Brecciaio, verso Casoli. Consta di un laghetto artificiale ricavato dalla confluenza dei fiumi Sangro e Aventino, e un piccolo bosco, con museo zoologico della fauna locale.

## Società

### Evoluzione demografica
Abitanti censiti

### Etnie e minoranze straniere
Al 31 dicembre 2017 gli stranieri regolarmente residenti nel comune di Sant'Eusanio del Sangro erano 184. I principali gruppi etnici presenti sono:
1. India, 82
2. Romania, 51
3. Marocco, 5
4. Polonia, 5
5. Ungheria, 5
6. Albania, 4

## Cultura
Il 26 maggio si svolge la festa patronale in onore di San Filippo Neri ed il 9 luglio la festa in onore del Santo Eusanio.
La sera della vigilia della festa dell'Immacolata Concezione è tradizione, accendere degli alti falò (i Fuochi della Concezione).

## Economia
L'economia di Sant'Eusanio del Sangro si fonda principalmente sulle attività agricole, in particolare è molto sviluppata la produzione di olio di oliva e vino. Negli ultimi anni si è assistito anche a un graduale sviluppo delle strutture turistiche, con l'incremento di agriturismo e Bed and breakfast.

## Infrastrutture e trasporti
Il comune è in posizione intermedia tra il mar Adriatico e la Maiella, proprio tali elementi segnano l'asse delle due vie di comunicazione principali su strada e su rotaia.

### Strade
Il territorio comunale di Sant'Eusanio del Sangro è attraversato dalla Strada statale 84 Frentana (Roccaraso-San Vito Chietino) dalla quale il capoluogo comunale dista pochi chilometri. A pochi chilometri di distanza vi sono i caselli autostradali di Lanciano e Val di Sangro dall'A14 Adriatica.

### Ferrovie
All'interno del territorio comunale vi erano due scali ferroviari (Sant'Eusanio stazione e Bivio Tori) della Ferrovia Sangritana che collegava San Vito Marina a Castel di Sangro. Era possibile raggiungere dai suddetti scali Castel di Sangro, Lanciano, e San Vito Marina e quindi da essi Pescara, principale nodo ferroviario della regione.

## Amministrazione
| Periodo | Periodo   | Primo cittadino     | Partito      | Carica  | Note |
| ------- | --------- | ------------------- | ------------ | ------- | ---- |
| 1993    | 1999      | Raffaele Di Nardo   | Centro       | Sindaco |      |
| 1999    | 2000      | Raffaele Di Nardo   | Centro       | Sindaco |      |
| 2000    | 2001      | Consiglio Silvestri | Centro       | Sindaco |      |
| 2001    | 2006      | Domenico Carulli    | lista civica | Sindaco |      |
| 2006    | 2011      | Domenico Carulli    | lista civica | Sindaco |      |
| 2011    | 2016      | Raffaele Verratti   | lista civica | Sindaco |      |
| 2016    | 2021      | Raffaele Verratti   | lista civica | Sindaco |      |
| 2021    | in carica | Raffaele Verratti   | lista civica | Sindaco |      |

## Sport

### Calcio
A Sant'Eusanio del Sangro svolgeva attività calcistica l'A.S.D. S. Eusanio, con trascorsi fino al campionato di Promozione.

### Calcio a 5
Svolge attività di Calcio a 5 l'A.S.D. S. Eusanio.
Nella stagione 2009-10 l'A.C. S. Eusanio milita nel campionato provinciale di serie D, inoltre svolge attività giovanile nel campionato regionale "Giovanissimi".

Nella stagione 2009-10 l'A.S.D. I.M.M. S. Eusanio partecipa al campionato provinciale di Serie D con la squadra maschile ed al campionato regionale di Serie D con la squadra femminile (vincitrice del campionato).

Nella stagione 2010-11 l'A.C. S. Eusanio milita nel campionato provinciale di serie D, inoltre svolge attività giovanile nel campionato regionale "Giovanissimi".

Nella stagione 2010-11 l'A.S.D. I.M.M. S. Eusanio partecipa al campionato regionale di Serie C con la squadra femminile.
Nella stagione 2011-12 l'A.C. S. Eusanio milita nel campionato provinciale di serie D, inoltre svolge attività giovanile nel campionato regionale "Pulcini".

Nella stagione 2012-13 l'A.S.D. S. Eusanio milita nel campionato provinciale di serie D, inoltre svolge attività giovanile nel campionato regionale "Pulcini", "Esordienti" e "Allievi".

### Impianti sportivi
- Campo sportivo Comunale "Ettore Costantino"
- Palestra Comunale polivalente in via Roma
- Campi esterni polivalenti in via Roma